# Der Wirrwarr
Pour plus de détails, voir Fiche technique et Distribution.
Der Wirrwarr (en français La Confusion) est un film muet allemand réalisé par Karl Heine sorti en 1919.
Il s'agit de l'adaptation de la pièce du même nom d'August von Kotzebue.

## Fiche technique
- Titre original : Der Wirrwarr
- Réalisation : Karl Heine
- Scénario : Heinrich von Korff
- Production : Franz Vogel (de)
- Société de production : Eiko-Film
- Pays de production :  République de Weimar
- Langue : Allemand
- Format : Noir et blanc - 1,33:1 - mono - 35 mm
- Genre : Comédie
- Durée : 66 minutes
- Date de sortie :
  - République de Weimar : 31 juillet 1919.

## Distribution
- Gustav Adolf Henckels
- Hermine Straßmann-Witt
- Ria Alldorf
- Fritz Hurlebusch
- Paul Conradi
- Käte Frank
- Hugo Falke
- Wilhelm Diegelmann
- Kitty Dewall (de)

## Production
Le film passe devant la censure en juillet 1919 : il est interdit à la jeunesse.